# Félfémek
A félfémek (más néven metalloidok) olyan kémiai elemek, amelyek tulajdonságai átmenetet képeznek a fémek és a nemfémek között. A periódusos rendszer p-mezőjében helyezkednek el, de pontos számuk az eltérő definíciók miatt nem meghatározható. A legtöbb forrás a félfémek közé sorolja a bórt, a szilíciumot, a germániumot, az arzént, az antimont és a tellúrt, viszont csak a források kb. fele tesz említést a polóniumról és az asztáciumról. A periódusos rendszerben a félfémek a bór és a polónium között húzódó átló mentén helyezkednek el. A vonaltól jobbra felfelé elhelyezkedő elemek nemfémek, míg balra lefelé a fémek találhatók.

## Tulajdonságaik
A legtöbb félfém külső megjelenésben a fémekre hasonlít; fényes szürke színük van. Azonban a fémekkel ellentétben törékenyek, és csak közepesen jól vezetik az áramot. Kémiai viselkedésük a nemfémekhez hasonló. Amfoter jellegű vagy gyengén savas oxidokat hoznak létre. A fémekkel ötvözetek képzésére alkalmasak. Közepes ionizációs energia és elektronegativitás értékek jellemzik őket.

## Felhasználásuk
A félfémeket és vegyületeiket felhasználják az elektronika és a pirotechnika területén, ötvözetek, biológiai ágensek és katalizátorok előállításához, valamint égésgátló anyagok, üvegek és optikai adattárolók gyártásához. A félfémek túl törékenyek ahhoz, hogy bármiféle szerkezeti felhasználásuk legyen.

## Fordítás
Ez a szócikk részben vagy egészben  a   Metalloid című angol Wikipédia-szócikk ezen változatának fordításán alapul.  Az eredeti cikk szerkesztőit annak laptörténete sorolja fel. Ez a jelzés csupán a megfogalmazás eredetét és a szerzői jogokat jelzi, nem szolgál a cikkben szereplő információk forrásmegjelöléseként.